# Quartz Compositor
Quartz Compositor è il gestore delle finestre utilizzato da macOS nella sua interfaccia grafica. Nei computer utilizzanti Mac OS X il gestore viene identificato dal processo chiamato Window Manager o, nelle ultime versioni WindowServer.
Quartz Compositor si occupa di svolgere due compiti principalmente:
- Aggiornare e assemblare le finestre
- Gestire gli eventi legati alle finestre

Ogni finestra nel Mac OS X è memorizzata come un'immagine bitmap con associata la posizione (inclusa la sua profondità rispetto allo schermo), la trasparenza e le informazioni relative all'antialiasing. Queste informazioni vengono utilizzate dall'applicazione proprietaria della finestra per disegnare correttamente la finestra utilizzando il sottosistema più appropriato (per esempio Quartz 2D, OpenGL, QuickDraw, ecc). Una volta che la finestra è stata generata, Quartz Compositor preleva l'immagine della finestra e utilizzando le informazioni addizionali (posizione, profondità, ecc) crea la rappresentazione che viene visualizzata sullo schermo. Lo schermo non viene trattato dal gestore come una matrice di punti ma viene trattato in modo vettoriale. Ogni finestra o componente della GUI è definito come un oggetto e come tale viene trattato. L'assemblaggio delle finestre avviene come se lo schermo fosse dotato di una terza dimensione infatti una finestra in primo piano proietta un'ombra sulla finestra sottostante.
La gestione delle finestre sotto Mac OS X è in sostanza indipendente dalla tecnologia di disegno adottata. Questo consente di realizzare gli impressionanti effetti grafici come l'operazione di contrazione delle finestre quando entrano nel Dock o Mission Control con semplicità ed efficienza.
Quartz Compositor non si occupa solo del ridisegno delle finestre, si occupa anche della gestione degli eventi associati alle finestre. Quando l'utente preme un pulsante di una finestra Quartz Compositor riceve l'evento e provvede a trasmetterlo al processo responsabile della finestra. Il programma se necessario provvede a modificare l'immagine della finestra e poi ordina a Quartz Compositor di provvedere al ridisegno della finestra.
Con la versione 10.3 del sistema operativo la tecnologia Quartz Compositor è stata estesa. Vi è stata integrata la tecnologia Quartz Extreme questa tecnologia utilizza direttamente alcune capacità di ridisegno delle schede grafiche alleggerendo il lavoro svolto dal microprocessore.